# El increíble finde menguante
El increíble finde menguante es una drama fantástico de 2019  dirigido por Jon Mikel Caballero. La historia cuenta a través de Alba, una treintañera en crisis existencial, una historia de bucles temporales sobre el paso del tiempo y el paso a la madurez. El increíble finde menguante es una coproducción de Montreux Entertainment y Trepamuros Producciones, que cuenta con la ayuda de Gobierno de Navarra. La película se estrenó el 10 de mayo de 2019.

## Argumento
La película narra a través del elemento de los bucles temporales la historia del estancamiento generacional de los jóvenes españoles tras la crisis económica.
Alba acaba de cumplir treinta años y viaja a una casa rural con su novio Pablo y unos cuantos amigos. Pronto habrá fricciones entre sus amistades, pero el mayor problema llegará cuando Pablo decida acabar la relación con ella. Al día siguiente, Alba se pierde en un bosque y sufre el reinicio del fin de semana completo desde el momento en el que llegaron. Al principio parece obra de una mala resaca, pero no solo se repite una y otra vez de verdad, sino que además Alba descubrirá que cada repetición dura una hora menos que la anterior. Por un lado parece una ventana de oportunidades, pero ¿qué pasará realmente cuando el tiempo se le acabe?
La película explora el concepto de la sensación de lo cíclico en la vida hasta el momento en el que te das cuenta de cada vez te haces mayor y el tiempo es limitado y se acaba. Para ilustrar esta idea la película recurre a la disminución paulatina del ancho del formato de pantalla, generando una sensación de claustrofobia creciente.

## Reparto
- Iria del Río como Alba.
- Adam Quintero como Pablo.
- Nadia de Santiago como Sira.
- Adrián Expósito como Mancha.
- Jimmy Castro como Mark.
- Irene Ruiz como Claudia.
- Luis Tosar como el padre de Alba.

## Canciones y banda sonora
La banda sonora original de la película fue compuesta por el compositor Luis Hernaiz . La película cuenta además con canciones de las bandas:
- Elemento divergente de Historias de una lagartija  (Canción original de la película)
- Te quiero igual de Novedades Carminha
- El vivo al baile de Novedades Carminha
- We never say die de Oblique & Carlos Bayona
- Viaje de ida de Exnovios
- Letargo de Ponyboy
- Juventud infinita de Novedades Carminha
- Táctica y réplica de Reina republicana
- Elemento divergente Remix de Carlos Bayona
- Nunca quise fiarme del reloj de Jimmy Castro (Canción inédita de la película)

## Rodaje
La película se rodó durante cuatro semanas y media en diversas zonas de la Comunidad foral de Navarra y de la Comunidad de Madrid. La película se rodó con dos cámaras de cine para lograr mayor frescura en las interpretaciones del reparto y para conseguir un toque naturalista. La protagonista, Iria del Río, sufrió una afección en el ojo que supuso el retraso del inicio del rodaje un mes, tiempo que el equipo aprovechó para pulir los ensayos. El director no quería fichar al reparto en base a su capacidad para memorizar el texto sino que vio entrevistas en YouTube para ver su capacidad de improvisación siendo ellos mismos. El director ya había trabajado anteriormente con el actor Adam Quintero en los cortometrajes "Hibernation" y "Cenizo". Jon Mikel Caballero fue coproductor de la película para conseguir que se realizara y "no formar parte una generación perdida de cineastas"  Luis Tosar prestó su voz en posproducción para representar al padre de la protagonista, para lo que después se tuvo que añadir digitalmente en algunos momentos del filme.

## Recepción de la crítica
El increíble finde menguante recibió críticas mayoritariamente positivas. entre ellas la de la revista Fotogramas, que la calificó de «film redondo y bastante más complejo de lo que parece». Cinemanía destacó el uso de la ciencia ficción para "dar un paso más en nuestro cine generacional". Medios internacionales como Collider destacaron la interpretación de Iria del Río para una película «profunda y bellamente satisfactoria». La película cuenta con un promedio de 79% en el agregador de críticas Rotten Tomatoes. El cineasta Juan Antonio Bayona dijo que la película «maneja con ingenio los bucles temporales para hablar sobre la rutina y los baches en las relaciones de pareja. Y cocina a fuego lento una trama que culmina en un clímax memorable.» 

## Premios y festivales
- Nominada a los Premios Feroz como Mejor Película de Comedia[14]
- Festival de Málaga Cine en Español 2019[15]
- Festival de Cine Fantástico de Bilbao[16] (Premio a la Dirección más innovadora, Premio al Mejor Guion)[17]
- Festival Ull Nu – Festival de Cine Emergente de Andorra (Premio del Jurado Joven a la Mejor película, Premio del Público)[18]
- Fantasia International Film Festival
- North Bend Film Festival
- Festival de cine de comedia - Tarazona y el Moncayo
- London Spanish Film Festival
- Finalista Premio San Sebastián-Gipuzkoa Film Commission
- Lund Fantastic Film Festival
- Cinespaña - Toulouse
- Bravo Hispanoamerican Film Fest - Raíces
- Setmana de cinema fantastic i terror de Girona - Acocollona't (Premio Mejor largomatraje)
- Abycine Festival de Cine Independiente de Albacete
- Leeds International Film Festival
- Algeciras Fantastika - Certamen Internacional de las Artes Fantásticas y de Terror
- Alcine Festival de Cine de Alcalá de Henares
- Humor en Corto (Largometraje inaugural)
- Linares Fantástico - Muestra Iberoamericana de Cine Fantástico y de Terror
- Fical - Festival Internacional de Cine de Almería
- Altercine - Ciclo Cinematográfico (Premio del Público)
- Splat! - International Fantastic Film Festival Poland
- Cambria Film Festival
- Festival de Cine Global Dominicano
- Les intergalactiques - Festival de Science-fiction de Lyon
- Islantilla Cinefórum - Festival Internacional de Cine Bajo la Luna
- Fest - New Directors | New Films
- Festival de Cine y Televisión Reino de León
- Fantboi - Festival de Cine Fantástico de Sant Boi
- Semana Internacional de Cine de Santander
- Santruzine - Festival de Santurtzi
- Pelikula - Spanish Film Festival
- Taipei Golden Horse Film Festival
- Oltre Lo Specchio Festival dell'immaginario fantastico e di fantascienza
- Piélagos en Corto - Festival Internacional de Cine (Premio ex aequo Mejor película, Mención mejor actriz, Mención mejor director)[19]
- Mafici - Festival Internacional de cine de Puerto Madryn